# Centre commercial de Vantaanpuisto
Le centre commercial de Vantaanpuisto  (anglais : Vantaanpuiston ostoskeskus) est un centre commercial situé dans le quartier de Piispankylä à Vantaa en Finlande.

## Le centre
Le centre d'affaires agit comme le cœur de la zone résidentielle et offre également des services aux zones voisines.
Le centre commercial Vantaanpuisto est classé comme site protégé dans l'enquête client de Vantaa, en raison de son architecture particulière.

## Enseignes
Les activités du centre commercial comprennent : un R-kioski, un salon de coiffure, un café pour le déjeuner, une boutique d'aquarium, un vétérinaire et un restaurant de kebab. Le centre commercial possède également sa propre station de taxis.

## Histoire
Le centre commercial conçu par Aarne Ervi et construit par Silta ja Satama a été achevé à l'intersection de Vantaanreitti et Vantaanrinne, qui abritait une douzaine de commerces, comme un salon de coiffure, un magasin de vêtements, un fleuriste, un atelier de couture, un kiosque Rautakirja, une épicerie Kesko et la Kansallis-Osake-Pankki,.
Le bureau de poste Vantaa 2 a également commencé à fonctionner dans le centre.
En 1975, quelques années après que la commune rurale d'Helsinki est devenue Vantaa, le bureau a été nommé Vantaa 73.
De plus, le centre d'affaires abritait la boutique de tissus de HOK et un bar.
Avec le tristement célèbre bar, l'environnement du centre commercial est devenu agité et les habitants de Vantaanpuisto ont été très soulagés lorsque le bar a cessé ses activités. Le centre d'affaires a été dimensionné pour les besoins d'environ 4 000 résidents.

## Galerie

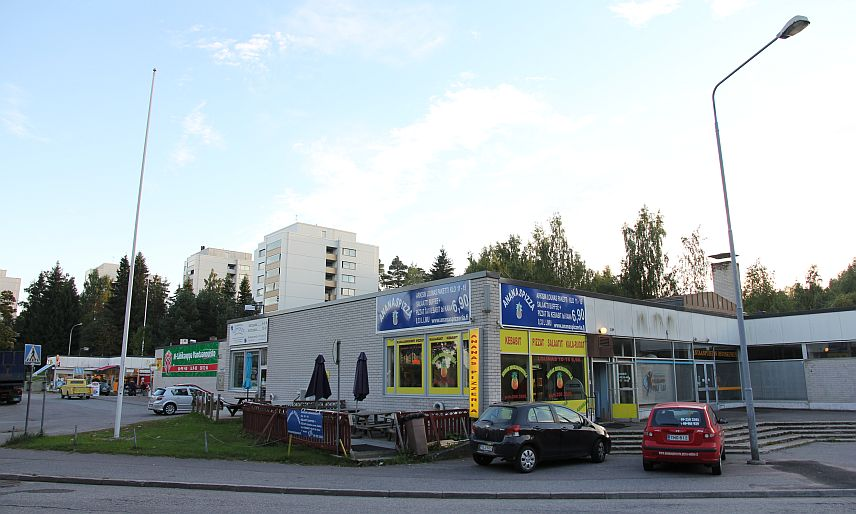
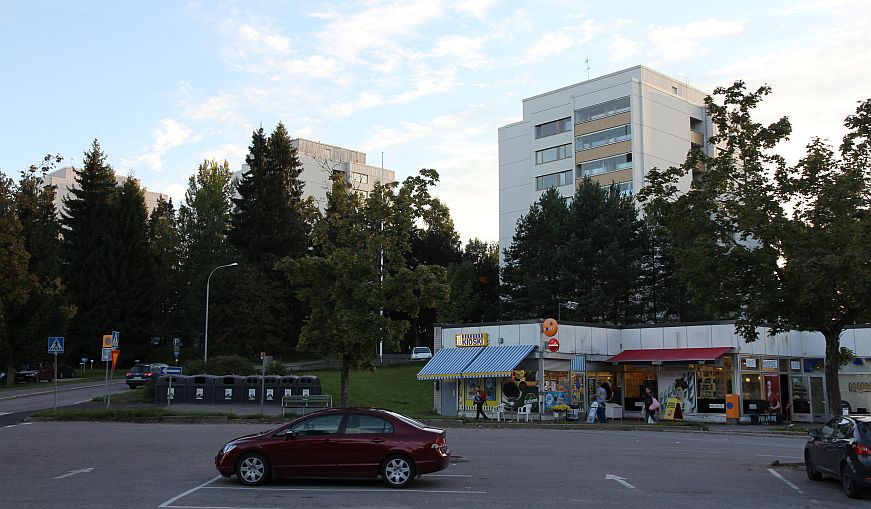